# Benoît Assou-Ekotto
Benoît Assou-Ekotto (Arras, 24. ožujka 1984.) je francuski-kamerunski umirovljeni nogometaš. Igrao je za kamerunsku nogometnu reprezentaciju od 2009. do 2014. Zadnju reprezentativnu utakmicu je odigrao na Svjetskom prvenstvu u Brazilu protiv Hrvatske.

## Vanjske poveznice
- Profil na Transfermarktu
- Profil na Soccerwayu